# روبرتو بیفی
روبرتو بیفی (انگلیسی: Roberto Biffi؛ زادهٔ ۲۱ اوت ۱۹۶۵) بازیکن فوتبال اهل ایتالیا است.
از باشگاه‌هایی که در آن بازی کرده‌است می‌توان به باشگاه فوتبال مودنا، باشگاه فوتبال پارما، باشگاه فوتبال فوجا، باشگاه فوتبال آ.ث. میلان، و باشگاه فوتبال پالرمو اشاره کرد.